# 地层学

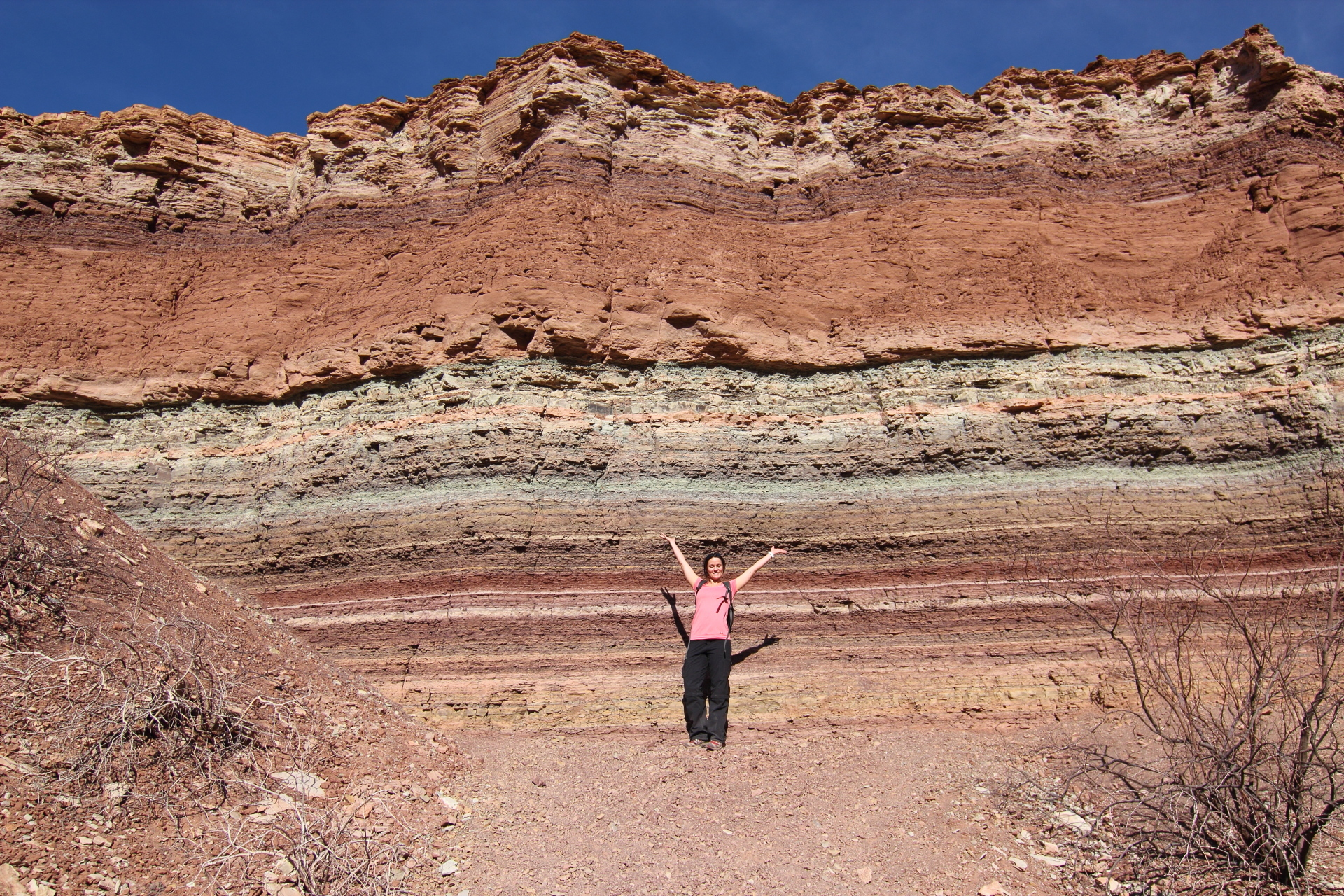
在阿根廷地层

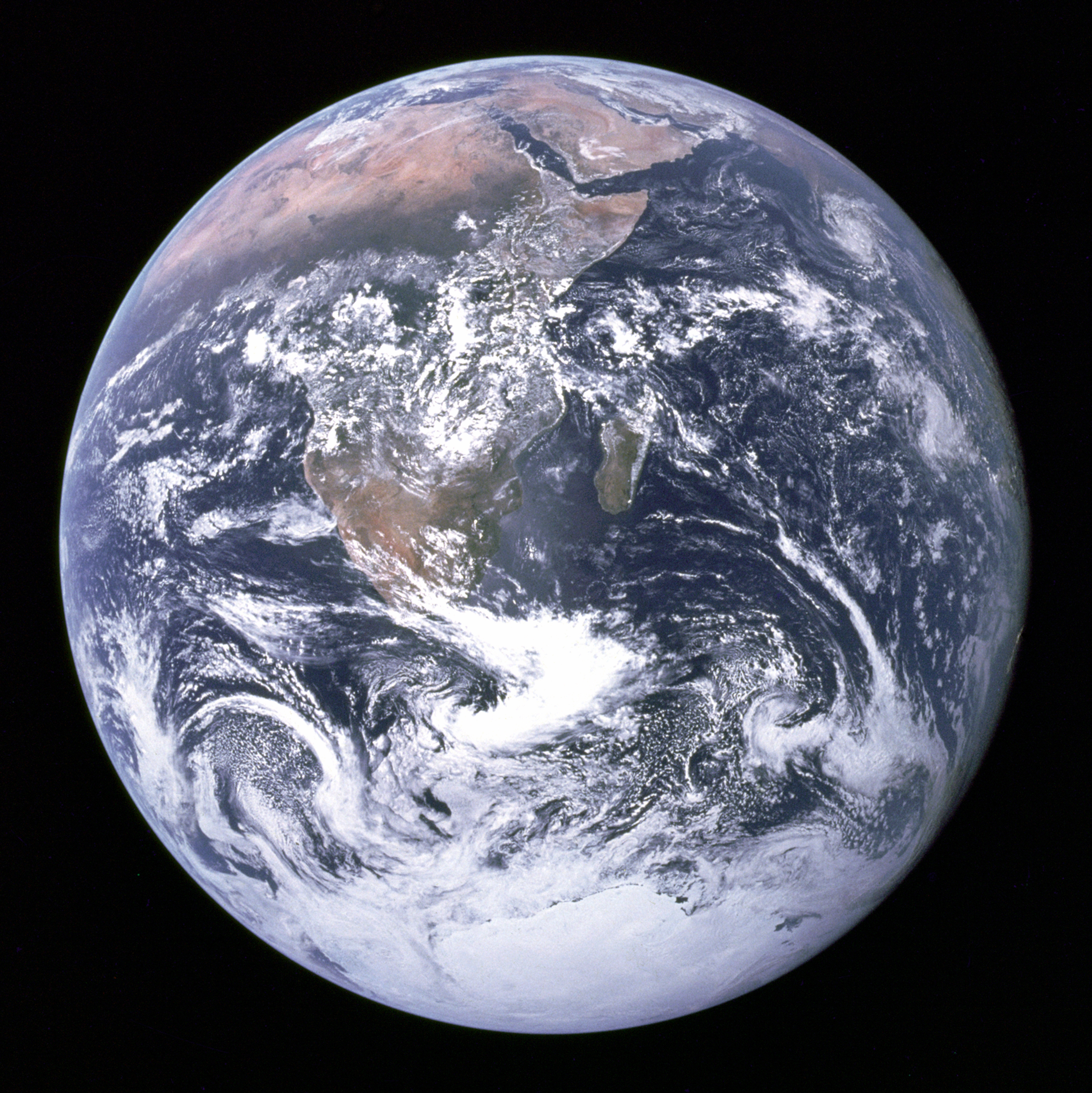
地球外观

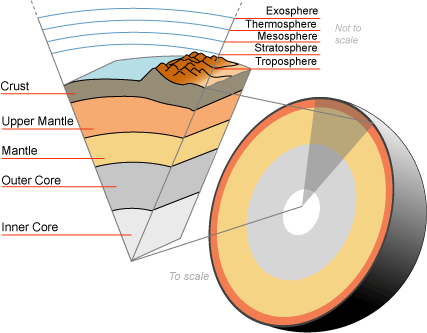

地层学（英語：stratigraphy）是地质学的一个分支，是地质学的基础学科，是在19世纪初发展起来的一个学科，最早用于研究沉积岩和火山喷出的层序。现在的研究包括地层的时代和地理分布，地层的分类，各种岩石之间的关系等。地层学根据主要研究对象不同可以分为岩石地层学、生物地层学和年代地层学。

## 岩石地层学
是最主要的分支，研究不同地层的岩石特点，地层倾斜对沉积的影响，地层的化学成分等

## 生物地层学
主要研究各个地层中的生物化石，确定个地层的年代，对生物进化学说起到相当大的证实作用。

## 年代地层学
主要用于考古断代，不同地层的考古发现可以帮助确定其年代。
地层学的研究还对寻找沉积矿床起到指导作用。